# Merenhor
Merenhor có thể là một vị vua thuộc vương triều thứ Tám của Ai Cập cổ đại trong thời kỳ Chuyển tiếp thứ nhất. Tên của ông chỉ được chứng thực trên bản Danh sách vua Abydos (số 46).